# 黑鳞西域鳞毛蕨
黑鳞西域鳞毛蕨（学名：Dryopteris blanfordii sp. nigrosquamosa）为鳞毛蕨科鳞毛蕨属下的一个亚种。